# Kintetsu Liners
Die Kintetsu Liners (jap. 近鉄ライナーズ, Kintetsu Raināzu) ist ein japanischer Rugby-Union-Verein im Besitz von Kintetsu, eines der größten Eisenbahnunternehmen des Landes.

## Geschichte
Der Verein wurde im Jahr 1929 gegründet und ist einer der ältesten Rugby-Vereine in der japanischen Rugby-Geschichte. Aktuell spielen die Kintetsu Liners in der Japan Rugby Top League. Sie haben die Japan-Meisterschaft dreimal, die Firmen-Meisterschaft achtmal und die Kansai-Shakaijin-Liga siebzehnmal gewonnen. Ihr Heimstadion ist das Kintetsu-Hanazono-Rugbystadion in Higashiōsaka, Präfektur Osaka, auf der Hauptinsel Honshū.
Yoshihiro Sakata von Kintetsu ist der bekannteste Spieler in der Geschichte des Vereines. Er ist der einzige japanische „IRB Hall of Fame“-Spieler.

## Erfolge
- Japanische Meisterschaft
  - Meister: 1966, 1967, 1974
  - Vize-Meister: 1961 (NHK Cup) 1963

- Japanische Firmenmeisterschaft
  - Meister: 1953, 1956, 1957, 1961, 1966, 1967, 1969, 1974
  - Vizemeister: 1948, 1951, 1955, 1958, 1959, 1960, 1963, 1965, 1973

- Kansai Shakaijin Liga
  - Meister: 1958, 1959, 1960, 1961, 1962, 1963, 1964, 1965, 1966, 1967, 1968, 1971, 1972, 1973, 1974, 1977, 1988

## Spieler

### Bekannte aktuelle Spieler der Saison 2015/16
- Luke Thompson
- Kim Chul-Won
- Toetuʻu Taufa
- Pierre Spies
- Damian de Allende
- Frank Winterstein
- Andre Taylor

### Bekannte ehemalige Spieler
- Yoshihiro Sakata
- Rico Gear
- Leon Macdonald
- Radike Samo
- Luatangi Vatuvei